# That's My Goal
That's My Goal è il singolo d'esordio del cantante pop britannico Shayne Ward, pubblicato dall'etichetta discografica BMG il 21 dicembre 2005.
La canzone, scritta da Jörgen Elofsson, Jem Godfrey e Bill Padley e prodotta da Per Magnusson e David Kreuger, è stata presentata durante la finale della seconda edizione britannica del talent show X Factor della quale il cantante è risultato vincitore. È stata inserita nell'album di debutto del cantante, l'eponimo Shayne Ward, pubblicato diversi mesi dopo.
Il singolo ha riscosso un ottimo successo raggiungendo il vertice delle classifiche britanniche e irlandesi e conteneva due cover, entrambe interpretate durante la partecipazione del cantante al talent show; una reinterpretazione di If You're Not the One di Daniel Bedingfield e di Right Here Waiting di Richard Marx.

## Tracce
1. That's My Goal – 3:40
2. If You're Not the One (Live on The X Factor) – 2:16
3. Right Here Waiting (Live on The X Factor) – 1:32

## Classifiche
| Classifica (2005)   | Posizione raggiunta |
| ------------------- | ------------------- |
| Irlanda             | 1                   |
| Regno Unito         | 1                   |
| Classifica mondiale | 12                  |
| Svezia              | 58                  |